# Avenida de la Ópera
La Avenida de la Ópera (en francés: Avenue de l'Opéra) es una vía situada entre los distritos I y II de París. Es parte de uno de los grandes proyectos por parte del Segundo Imperio llevados a cabo con el objetivo de revitalizar la ciudad y a Francia en general. 
Empieza en la Place André-Malraux, delante del el teatro de la Comédie-Française y se une al Boulevard des Capucines a la altura de la Ópera Garnier, en la Place de l'Opéra. Caso extraño entre las avenidas de París, esta calle no tiene árboles, con el objetivo de conseguir la mejor perspectiva posible hacia la fachada principal de la Ópera.
Es una calle radial que permite, viniendo del barrio de la Ópera, acercarse al centro de París o cruzar en dirección de la orilla izquierda por el Puente del Carrousel. Muy frecuentada por los turistas, acoge numerosas agencias de viajes, tiendas de recuerdos y bancos. Podemos alcanzar desde ella el pequeño barrio japonés de la Rue Sainte-Anne.
Esta zona está servida por las estaciones Opéra, Pyramides y Palais Royal - Musée du Louvre del Metro de París.

## Historia

### Allanamiento de las colinas

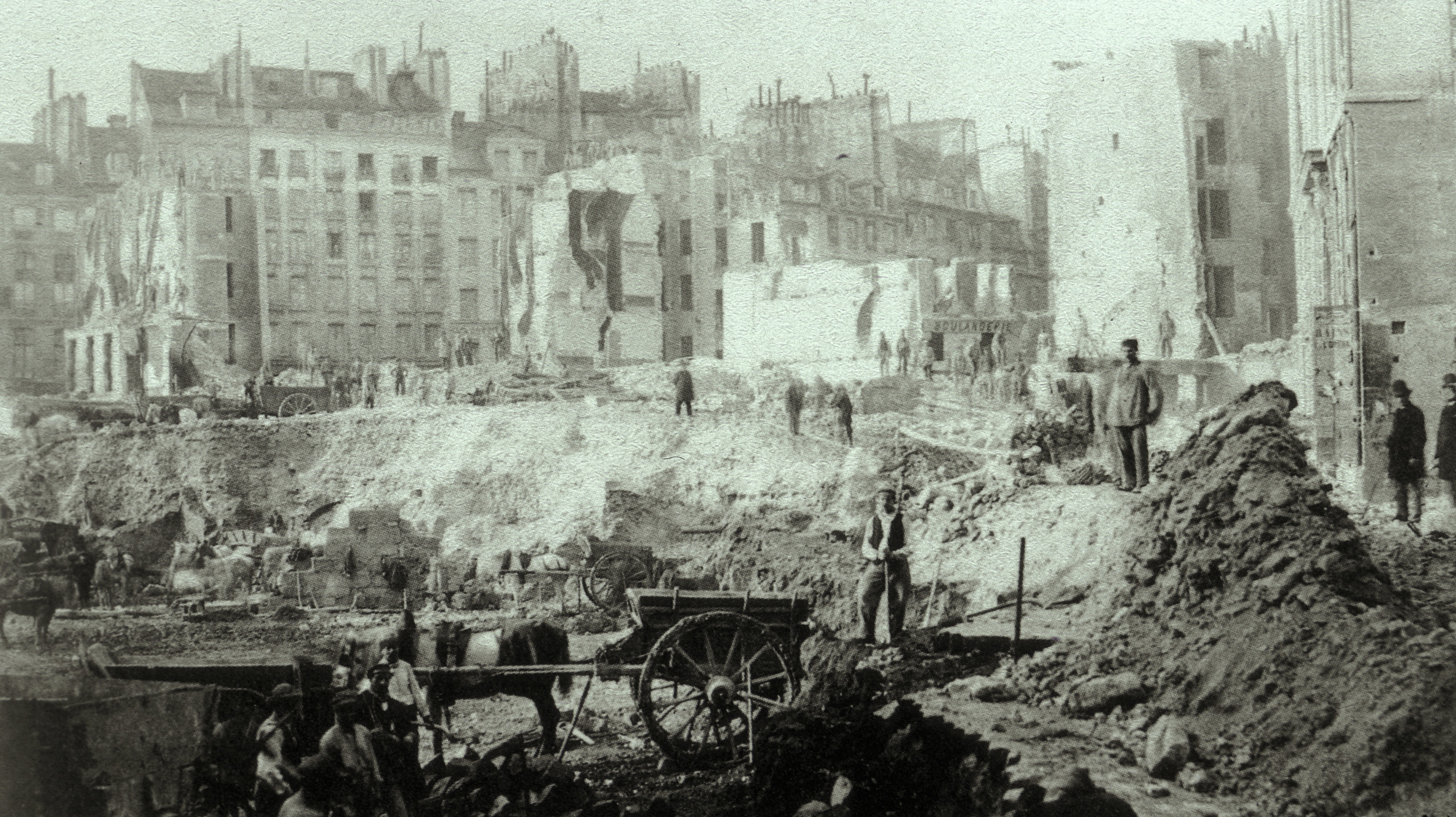
Allanamiento de la colina de Moulins en 1870 (imagen de Charles Marville).

Originalmente, las colinas de Moulins y Saint-Roch representaban un obstáculo a la altura de las actuales Rue Thérèse y Rue des Pyramides. Juana de Arco instaló allí culebrinas para sostener el ataque contra la Porte Saint-Honoré y allí fue herida gravemente.
En 1615 se allanó la mitad de la colina, cubierta de pequeñas calles y molinos, pero seguía siendo un obstáculo importante para la construcción de la nueva avenida. Todo el barrio entre el Louvre y los grandes bulevares estaba lleno de manzanas con calles estrechas consideradas insalubres y de mala fama.
Los enormes escombros servirían para rellenar las excavaciones del Campo de Marte. Pare tener una idea de la importancia de esta colina en un barrio en la actualidad completamente plano, es suficiente ver la entrada de la iglesia de Saint-Roch para la que hay que subir trece escalones. Antes de que se allanara la colina, había que descender siete.

### Apertura de la avenida

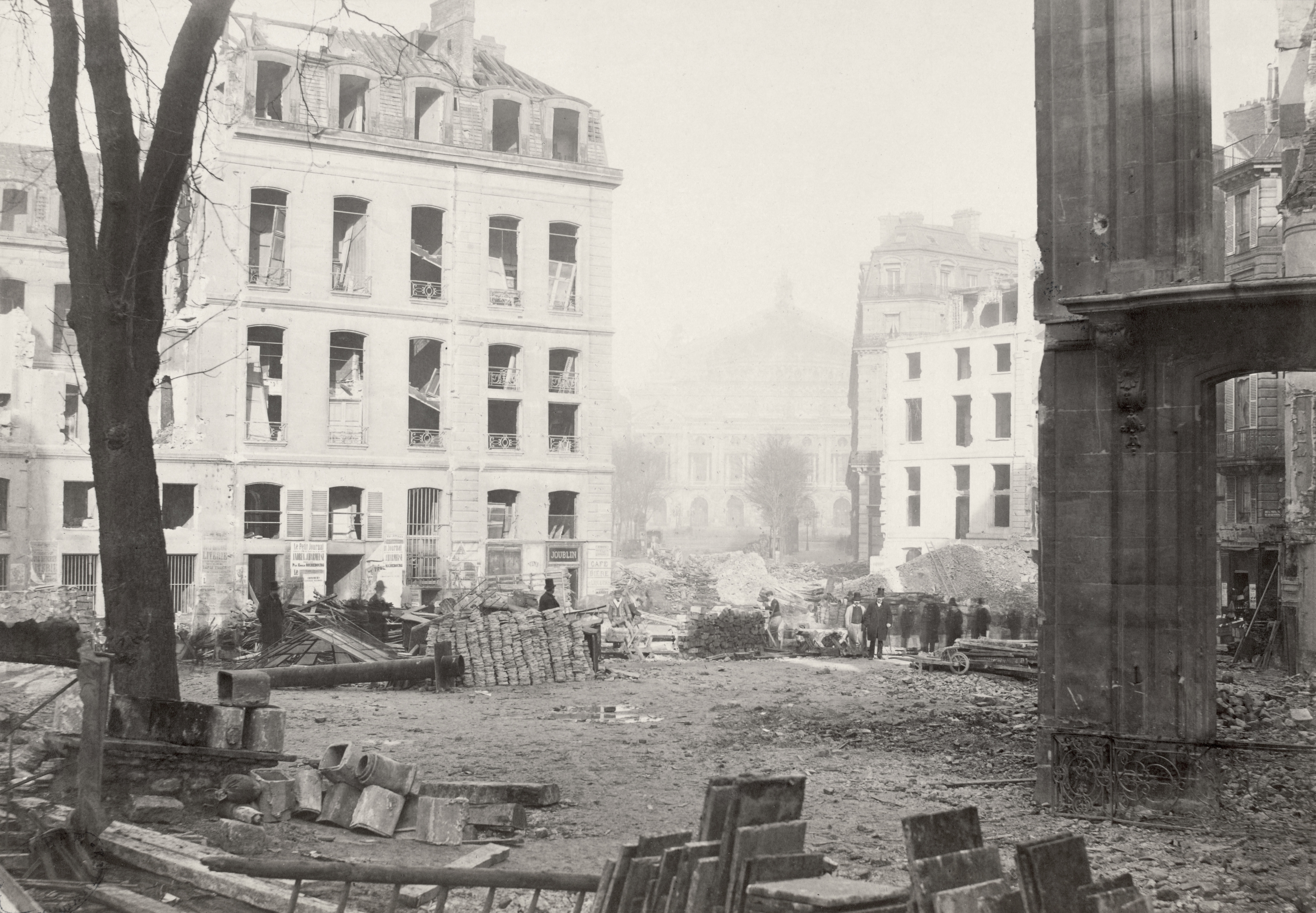
Charles Marville – apertura de la Avenida de la Ópera.

Un primer proyecto preveía crear una Avenue Napoléon (en honor a Napoleón III) desde el Louvre hasta el lugar donde la Rue de la Paix se cruza con los bulevares. Este trazado fue objeto de un decreto del 3 de mayo de 1854, pero solo se inició su ejecución: los alrededores del Louvre se incluyeron en el marco de la prolongación de la Rue de Rivoli en dirección a la Place du Châtelet.
A principios de los años 1860, el proyecto de construcción de una nueva ópera reactivó el proyecto de la avenida por decreto del 24 de agosto de 1864, inicialmente con una anchura de 22 m. Las obras empezaron en cada extremidad, pero progesaban lentamente. La caída del Segundo Imperio en 1870 produjo que las obras se interrumpieran repentinamente, al menos durante algún tiempo. La Avenue Napoléon se rebautizó primero avenue de la Nation, posteriormente Avenue de l'Opéra en 1873. Tras el decreto de utilidad pública del 27 de junio de 1876, las obras se reanudaron y se terminaron rápidamente, con una anchura de 30 metros.
Los terrenos que bordeaban la avenida fueron vendidos por la ciudad de París con obligación para los adquisidores de construir en ellos edificios según los planos de fachadas indicados por la administración municipal. Los últimos edificios bordeando esta nueva arteria haussmanniana se construyeron en 1879.

### Consecuencias
En orden de llevar a cabo su construcción, los edificios que se encontraban donde sería la futura avenida se debieron demoler, obligando a los residentes a mudarse de sus hogares. Estos serían relocados a unas viviendas otorgadas por el gobierno; siendo estas de bajo recursos e insuficientes en cierto momento, terminaron por agrandar la brecha social en la población.
A su vez, muchas calles también fueron desmanteladas o comenzaron a formar parte de la avenida.

#### Calles absorbidas

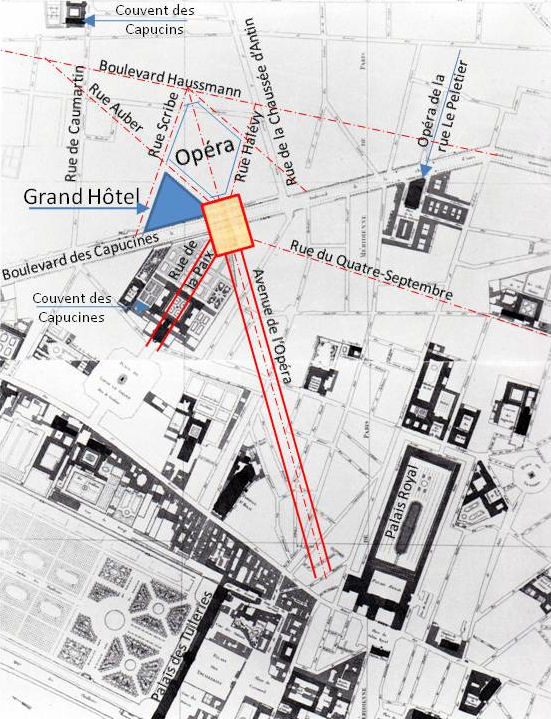
Intervención de plano previo a la apertura de la avenida. Futuras calles y edificios más significativos.

Lista e historia de las calles y otros monumentos absorbidos, total o parcialmente, por la Avenida de la Ópera:
- Rue des Moineaux, empezaba en el cruce de Rue des Moulins, Rue des Orties-Saint-Honoré, y Rue L'évêque y terminaba en la Rue Saint-Roch. En 1561 ya tenía este nombre. A veces se llamaba rue Monceau porque conducía a la colina o montceau de Moulins;
- Las colinas de Moulins y Saint-Roch fueron allanadas con las calles y casas que tenían.
- Rue des Orties-Saint-Honoré, empezaba en la Rue d'Argenteuil y terminaba en la Rue Sainte-Anne;
- Rue l'Évêque, empezaba en la Rue de l'Anglade y terminaba en la Rue des Orties-Saint-Honoré. Abierta en 1615, entonces se llamaba Rue Culloir;
- Rue de l'Anglade, que llevaba el nombre de Gilbert Anglade, propietario del terreno sobre el que se abrió la calle, comenzaba en la Rue l'Évêque y la Rue des Frondeurs y terminaba en la Rue Traversière;
- Rue du Clos-Georgeau,[5] abierta hacia 1605, esta calle conectaba la Rue Traversière con la Rue Sainte-Anne;
- Callejón de la Brasserie;
- Cour Saint-Guillaume;
- Rue Traversière (en parte), no confundir con la Rue Traversière (en el distrito 12).

#### Monumentos
- Fontaine d'Amour, que estaba alimentada por la bomba de Chaillot.

### A partir de 1877
Camille Pissarro, instalado en el Grand Hôtel du Louvre entre 1897 y 1899, pintó once paisajes de la Avenida de la Ópera, la Place du Théâtre-Français y la entrada de la Rue Saint-Honoré.

J'oublie de t'annoncer que j'ai trouvé une chambre au Grand Hôtel du Louvre avec une vue superbe de l'Avenue de l'Opéra et du coin de la Place du Palais-Royal ! C'est très beau à faire ! Ce n'est peut-être pas très esthétique, mais je suis enchanté de pouvoir essayer de faire ces rues de Paris que l'on a l'habitude de dire laides, mais qui sont si argentées, si lumineuses et si vivantes. C'est tout différent des boulevards. C'est moderne enplein !
Me olvido de decirte que encontré una habitación en el Grand Hôtel du Louvre con una vista magnífica de la Avenue de l'Opéra y de la esquina de la Place du Palais-Royal. ¡Es muy bonito! Quizá no sea muy estético, pero estoy encantado de poder pintar estas calles de París que solemos llamar feas, pero que son tan brillantes, tan luminosas y tan vivas. Son totalmente diferentes de los bulevares. ¡Son totalmente modernas!
Camille Pissarro, Lettre du 15 décembre 1897

La avenida, pintada por Camille Pissarro en 1898
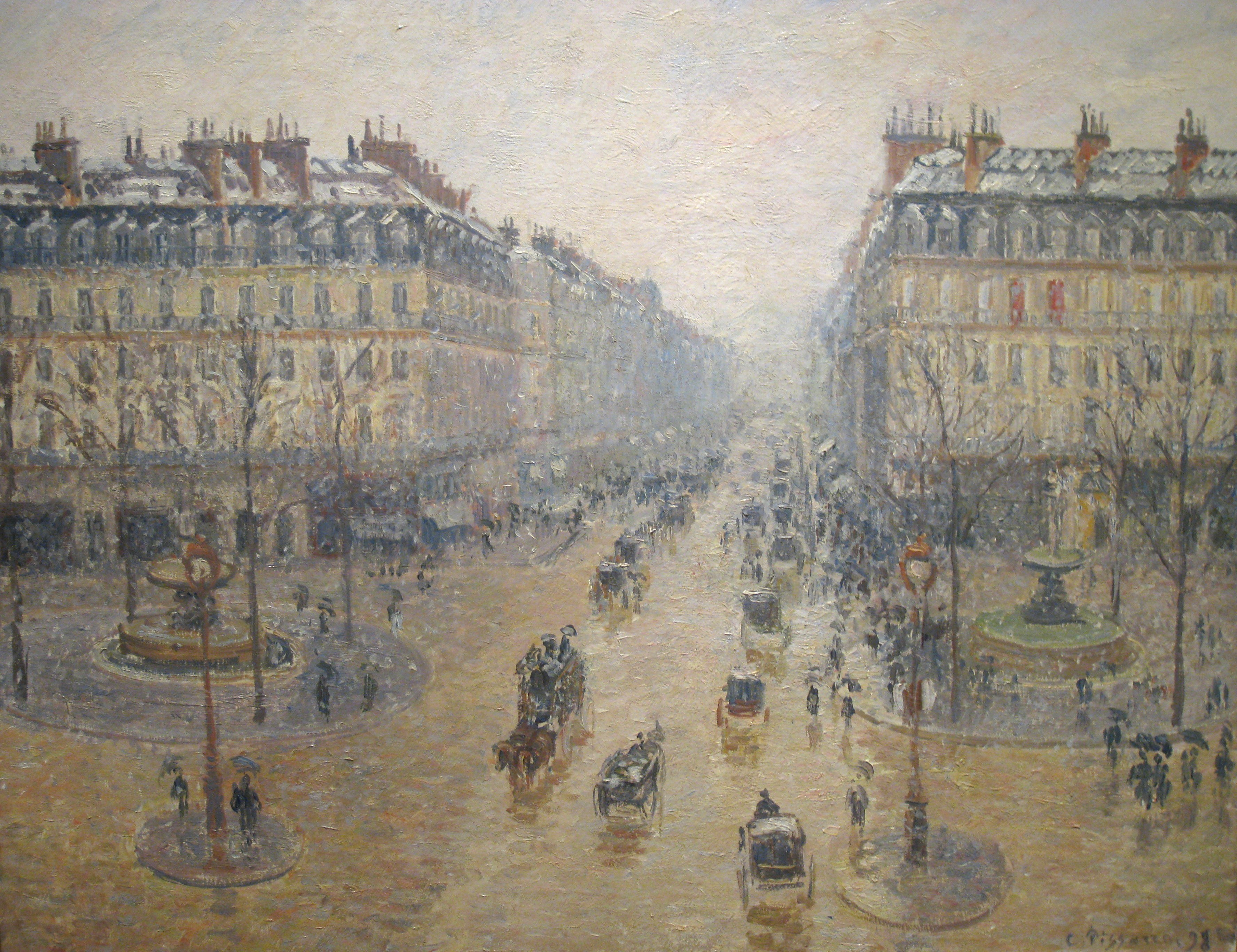
Avenue de l'Opéra, effet de neige le matin.
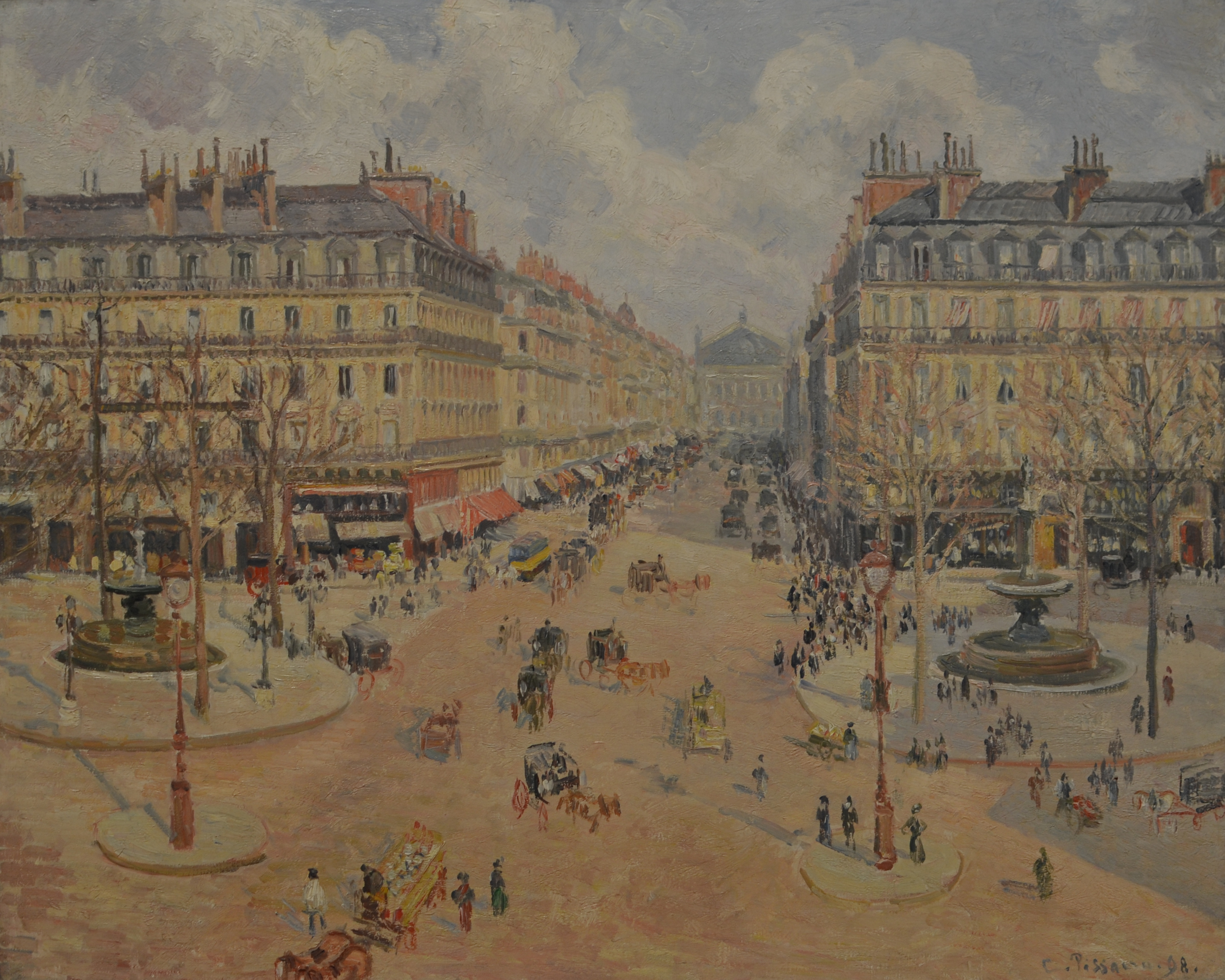
Avenue de l'Opéra.

Antiguos edificios de interés:
- N.º 6, emplazamiento de la antigua perfumería Gellé frères;
- N.º 22, emplazamiento del antiguo Hôtel des deux mondes, que cerró en 1940 y fue en la posguerra sede de los servicios secretos americanos;
- N.º 37, librería Brentano's, fundada en 1895. Junto con Galignani es una de las librerías anglófonas más antiguas de París.

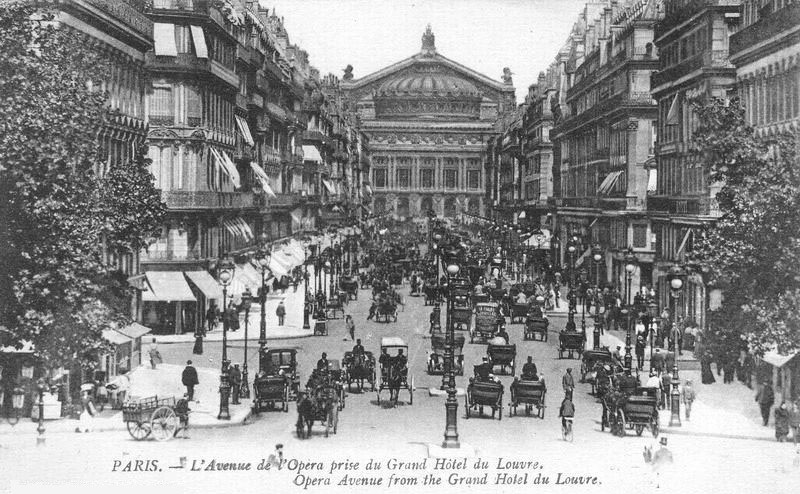
Postal de 1900.
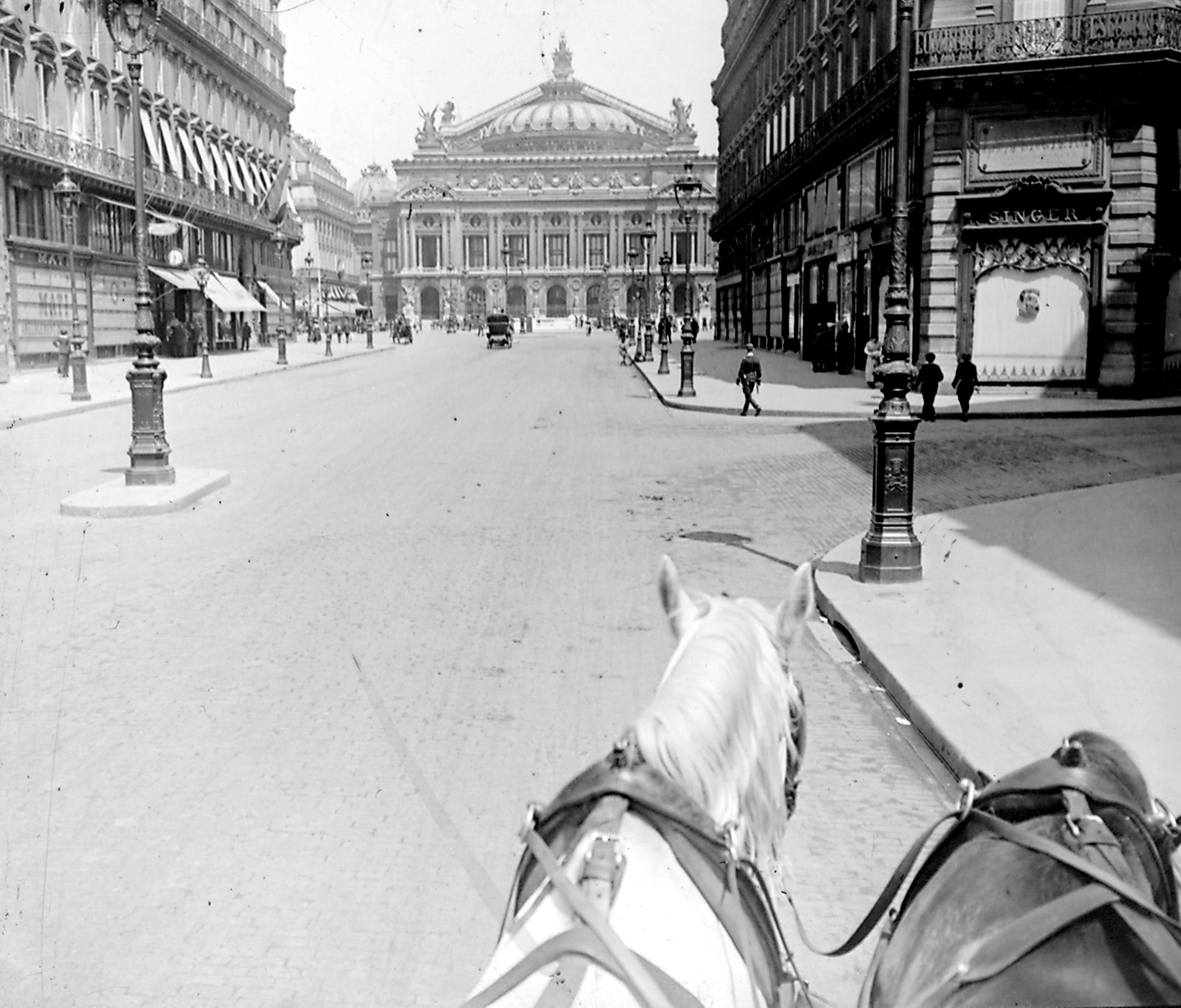
Imagen tomada durante la Primera Guerra Mundial.
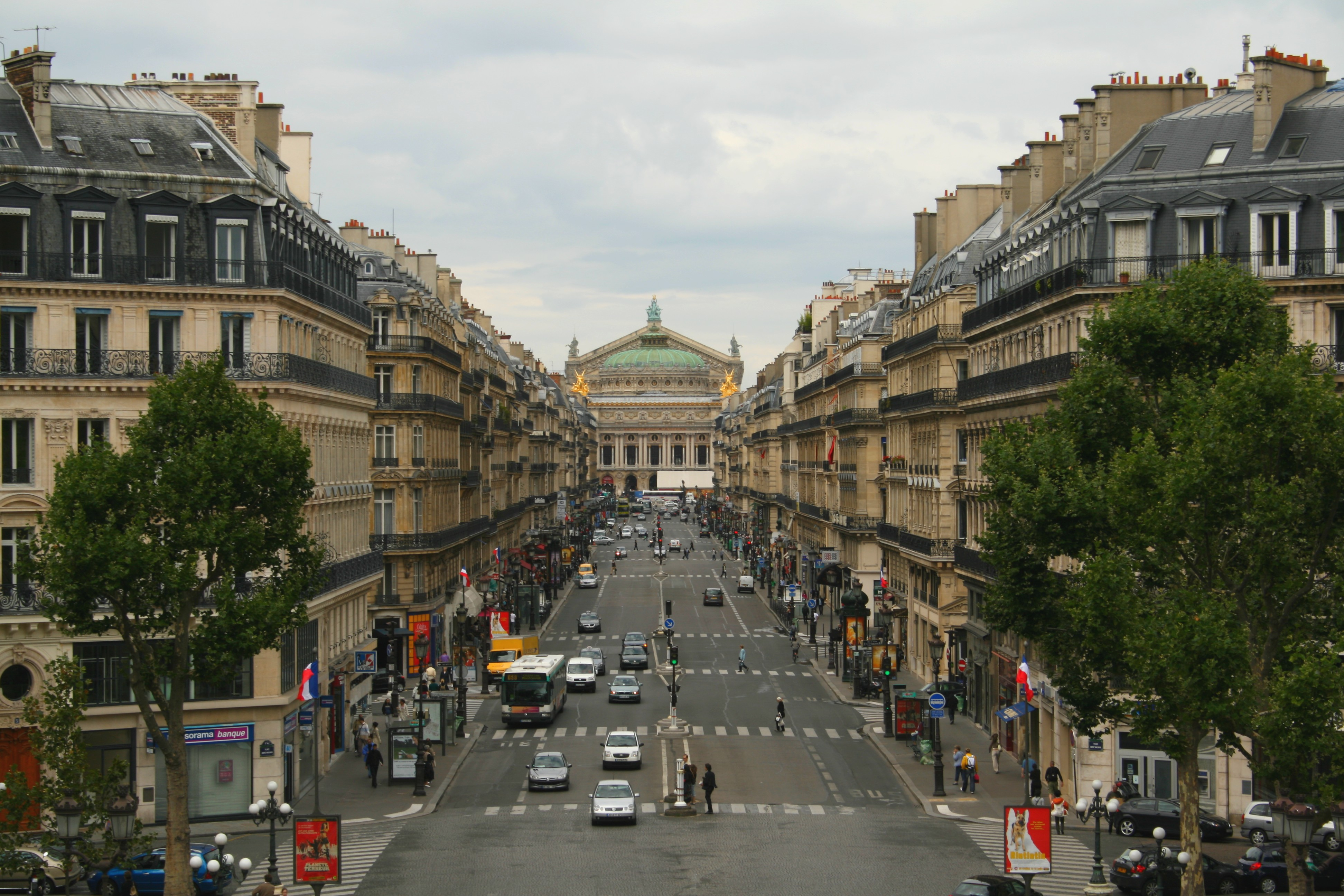
La avenida en dirección a la Ópera.
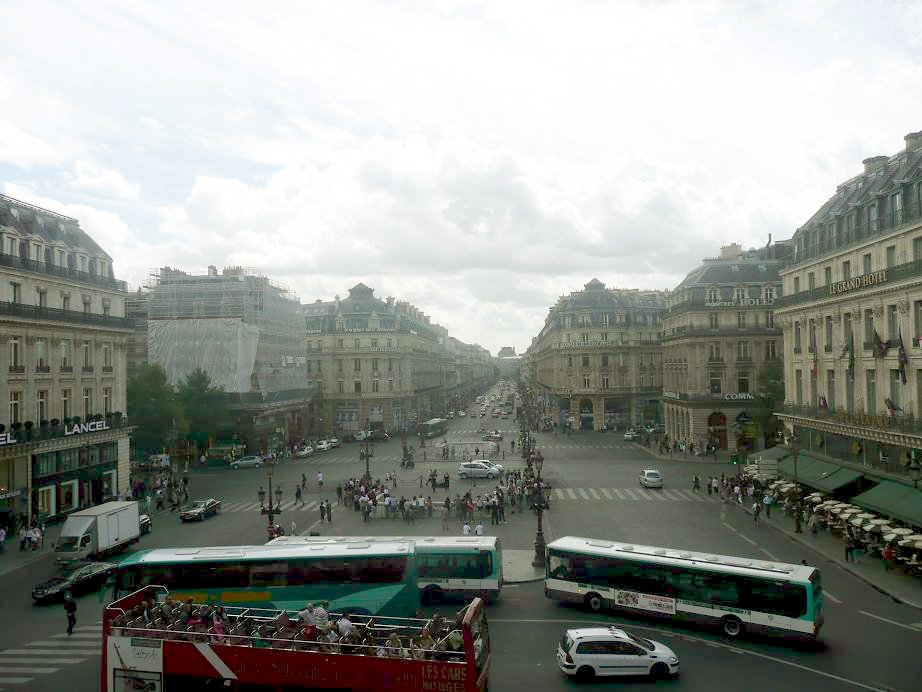
La avenida en dirección al Louvre.